# Ochicanthon kikutai
Ochicanthon kikutai är en skalbaggsart som beskrevs av Ochi, Ueda och Masahiro Kon 2006. Ochicanthon kikutai ingår i släktet Ochicanthon och familjen bladhorningar. Inga underarter finns listade i Catalogue of Life.